# Tempestade tropical Mekkhala (2015)
A tempestade tropical severa Mekkhala, conhecida nas Filipinas como a tempestade tropical Amang (designação internacional: 1501, designação JTWC: 01W), foi o primeiro ciclone tropical no hemisfério norte de 2015 que tocou o solo sobre as Filipinas no mês de janeiro. O Mekkhala matou três pessoas, provocou vários acidentes e alterações na agenda do Papa Francisco durante sua visita ao país. Apesar do tufão ter provocado um acidente aéreo em Tacloban, ninguém se feriu. O nome Mekkhala foi criado pelo Sistema Meteorológico da Tailândia e faz referência ao anjo  do trono da mitologia indochina e hindu "Mani Mekkhala" (มณีเมขลา) em tailandês.